# Aulesti
Aulesti o Murélaga (en euskera i oficialment Aulesti) és un municipi de la província de Biscaia, País Basc, a la comarca de Lea-Artibai. A aquesta ciutat pertany la Casa de l'insigne filòsof reaccionari peruà Marquès de Montealegre de Aulestia, José de la Riva Agüero.

## Eleccions municipals de 2007
Tres partits van concórrer a les eleccions en aquest municipi; EAE-ANV, EAJ-PNB i PP. Aquests van ser els resultats: 
- Eusko Abertzale Ekintza - Acció Nacionalista Basca : 260 vots (4 escons)
- Eusko Alderdi Jeltzalea - Partit Nacionalista Basc : 189 vots (3 escons)
- Partit Popular : 0 vots (0 escons)

Aquests resultats van donar com vencedors a la llista presentada per l'esquerra abertzale EAE-ANV, a l'aconseguir 4 de les 7 regidories possibles. Els altres tres escons van ser aconseguits per EAJ-PNB, mentre que PP va quedar sense cap representació en l'ajuntament, degut al fet que no va assolir ni un sol vot en tota la localitat.